# Henry Nevill (3e marquis d'Abergavenny)
Le lieutenant-colonel Henry Gilbert Ralph Nevill, 3e marquis d'Abergavenny DL (2 septembre 1854 - 10 janvier 1938), titré Lord Henry Nevill entre 1876 et 1927, est un pair britannique.

## Biographie
Neville est le deuxième fils de William Nevill (1er marquis d'Abergavenny) et de son épouse Caroline Vanden-Bempde-Johnstone, fille de Sir John Vanden-Bempde-Johnstone, 2e baronnet . Né à Bramham, West Yorkshire et baptisé à l'église de St. Alban, Frant, il est lieutenant-colonel dans les réserves de l'armée territoriale, major dans la Yeomanry impériale de Sussex et lieutenant adjoint de Sussex. En 1881, il vit à Chiddingstone, Kent et en 1891 à Thornhill, Hammerwood, Sussex de l'Est . Il accède au marquisat en octobre 1927, âgé de 73 ans, à la mort de son frère, décédé sans descendance .

## Famille
Lord Abergavenny épouse Violet Streatfeild, fille du lieutenant-colonel Henry Dorrien Streatfeild, le 12 septembre 1876.  Ils ont trois enfants:
- Lady Joan Marion Nevill (1877–1952), elle épouse John Pratt (4e marquis Camden).
- Gilbert Reginald Nevill (1879–1891).
- Geoffrey Nevill (né / décédé en 1879).

Après la mort de sa première femme le 25 décembre 1880, il épouse Maud Augusta Beckett-Denison, fille de William Beckett-Denison, le 20 octobre 1886 . Ils ont un enfant:
- Lady Marguerite Helen Nevill (1887–1975)

Après la mort de sa deuxième épouse le 15 juillet 1927, il épouse sa cousine germaine, Mary Frances Nevill, fille de l'honorable Ralph Pelham Neville et veuve de Henry Hardinge, 3e vicomte Hardinge, le 18 octobre 1928  mais n'ont aucun enfant . Lord Abergavenny est mort après être tombé d'un cheval lors d'une chasse au renard . Comme il meurt sans héritier mâle, le marquisat passe à son neveu, le major Guy Larnach-Nevill (4e marquis d'Abergavenny), à sa mort . La marquise d'Abergavenny est décédée en octobre 1954, âgée de 85 ans.
Lord Abergavenny apparaît comme "Lord Dumborough" dans le roman autobiographique de Siegfried Sassoon Mémoires d'un chasseur de renards .